# Vézac (Dordogne)
Vézac is een gemeente in het Franse departement Dordogne (regio Nouvelle-Aquitaine) en telt 586 inwoners (2004). De plaats maakt deel uit van het arrondissement Sarlat-la-Canéda.

## Geografie
De oppervlakte van Vézac bedraagt 12,9 km², de bevolkingsdichtheid is 45,4 inwoners per km². De gemeente ligt aan de Dordogne.
De onderstaande kaart toont de ligging van Vézac (Dordogne) met de belangrijkste infrastructuur en aangrenzende gemeenten.

## Demografie
Onderstaande figuur toont het verloop van het inwonertal (bron: INSEE-tellingen).

## Galerij

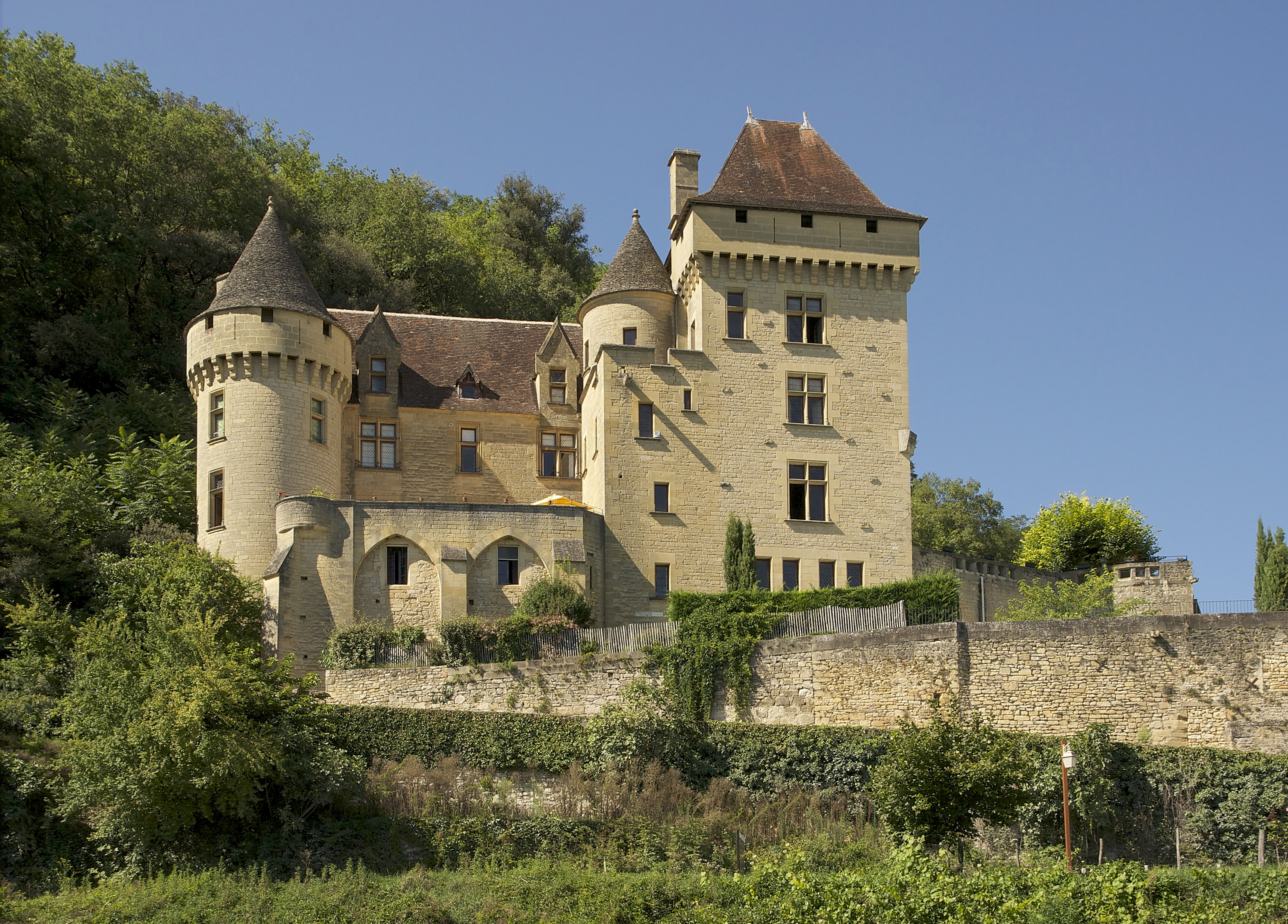
Kasteel van La Malartrie (20e eeuw)
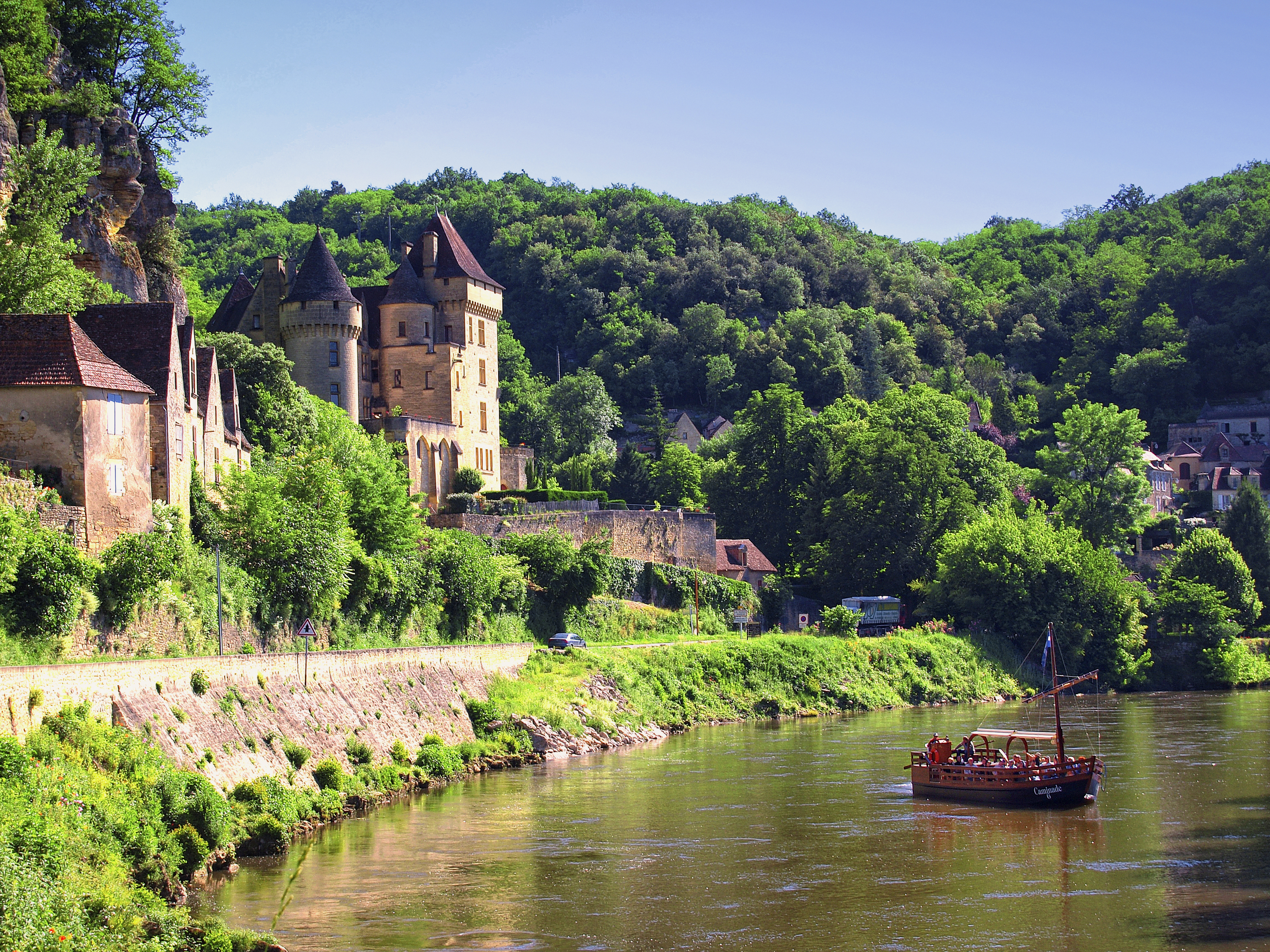
Kasteel van La Malartrie
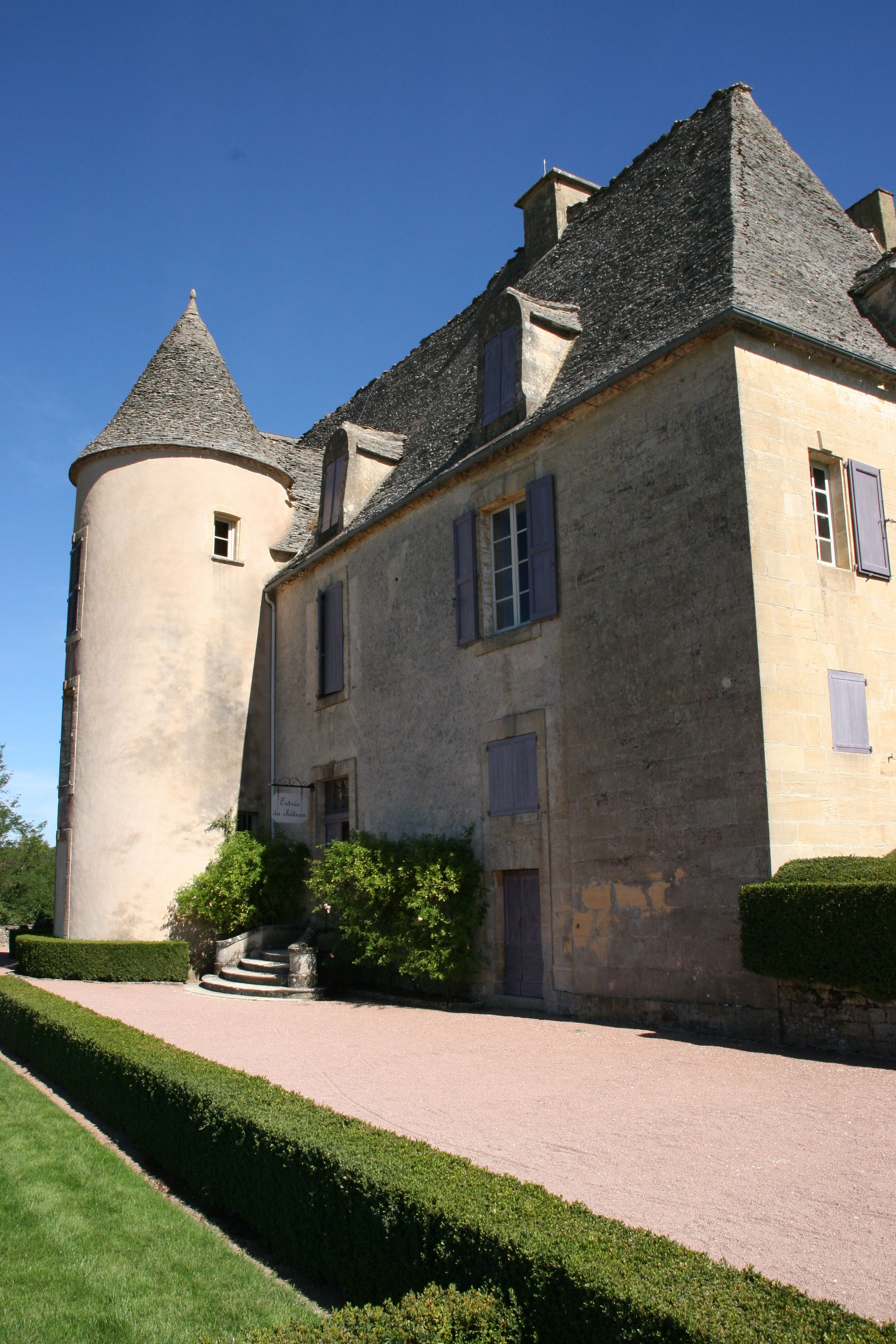
Kasteel van Marqueyssac
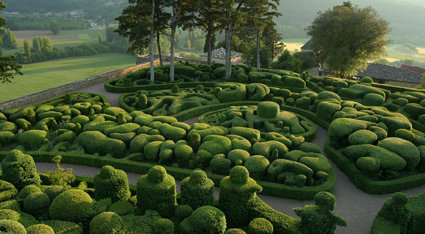
De hangende tuinen van Marqueyssac
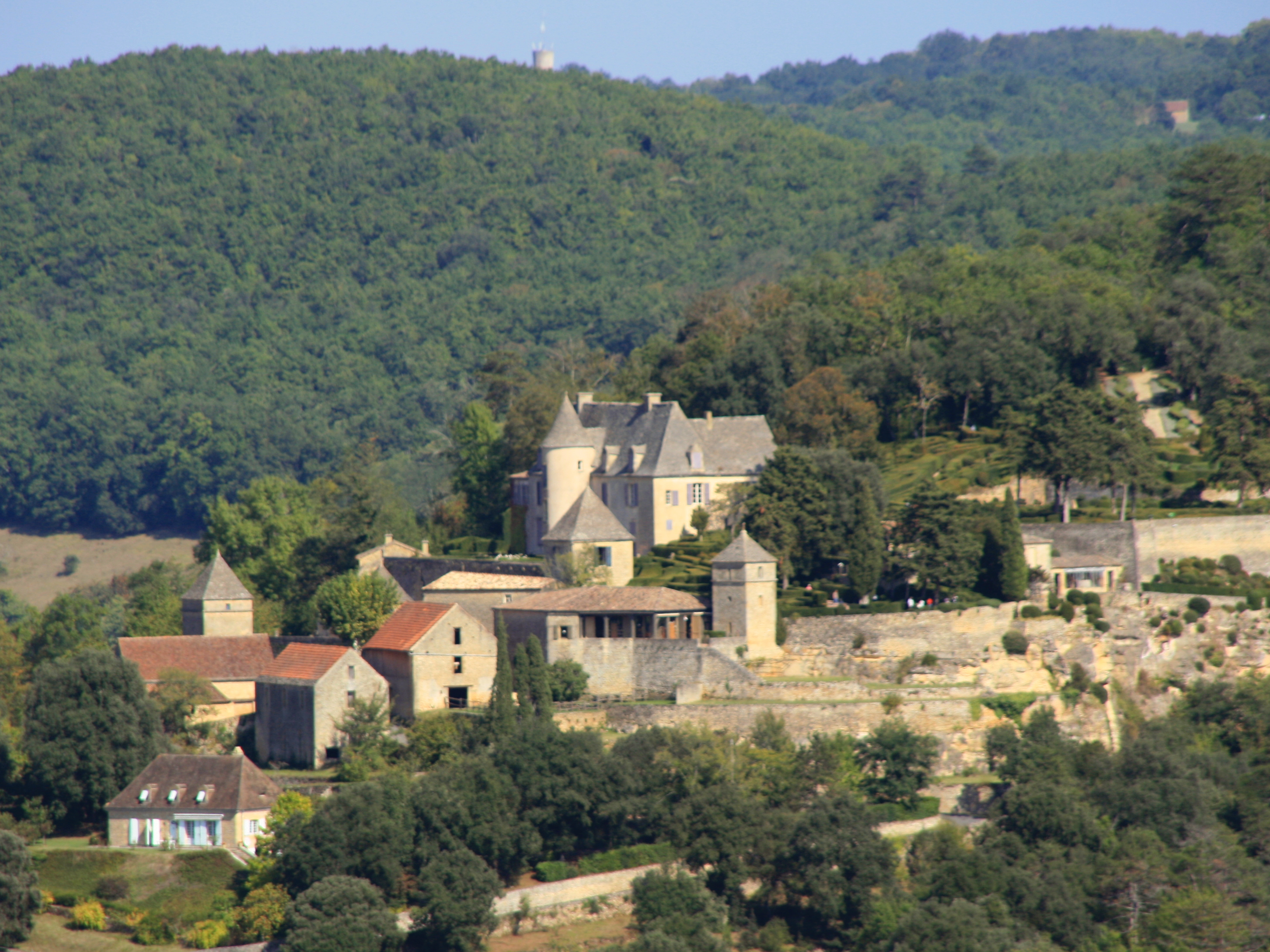
Kasteel van Marqueyssac
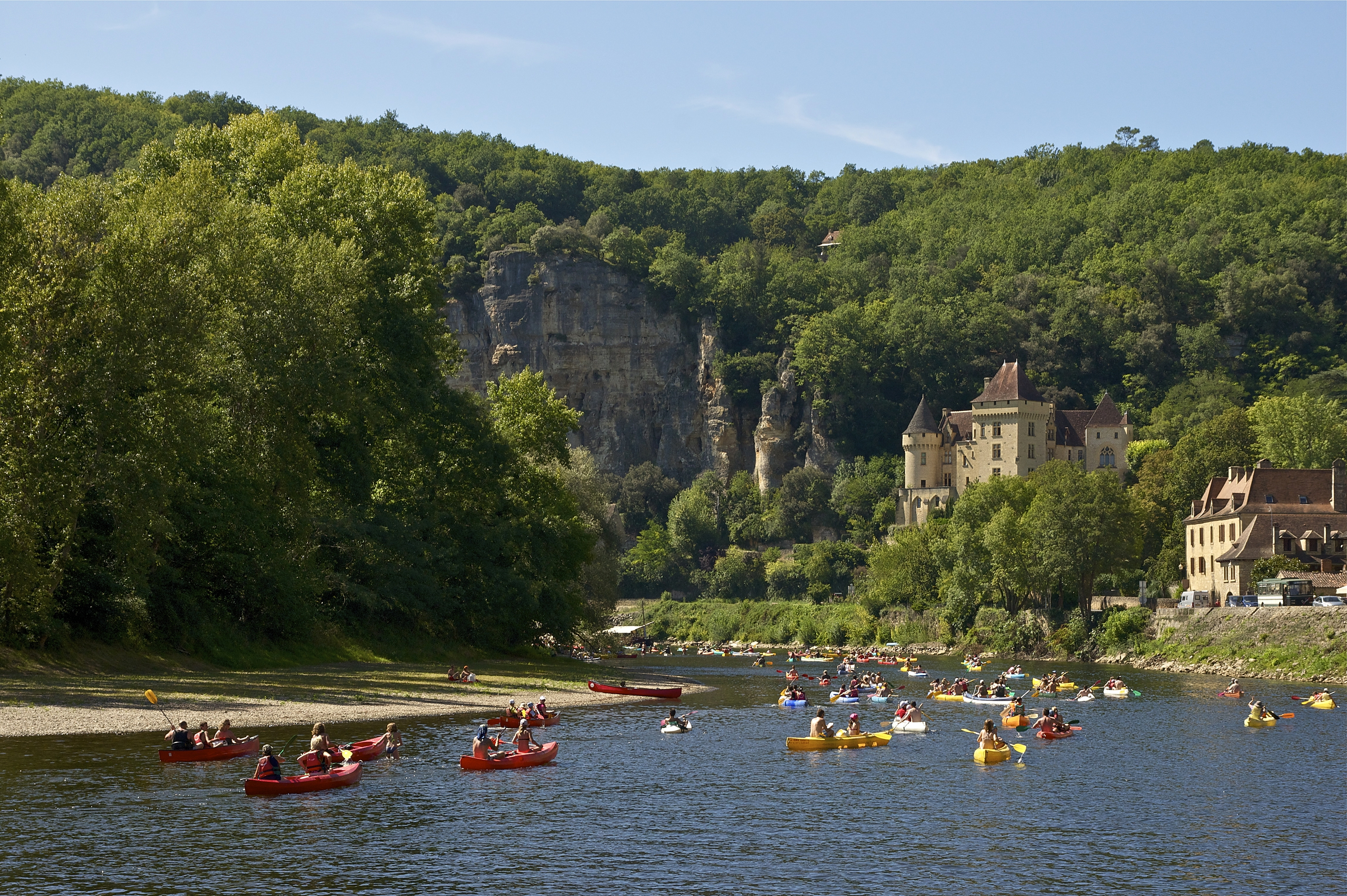
De Dordogne bij La Roque-Gageac

1. ↑  Populations de référence 2022.